# Klaus Pierick
Klaus Pierick (* 19. Februar 1928 in Gelsenkirchen; † 6. Januar 2023) war ein deutscher Verkehrswissenschaftler. Er war Rektor der Technischen Universität Braunschweig von 1974 bis 1976.

## Leben
Klaus Pierick war verheiratet und lebte in Braunschweig.
Er stammte aus der Ehe von Heinrich und Martha Pierick. Nach dem Abitur an der Helmholtz-Oberschule Essen arbeitete er von 1947 bis 1949 als Maurerumschüler und besuchte nach Ablegen der Facharbeiterprüfung bis 1950 die Bauschule Lage/Lippe. Er studierte von 1950 bis 1955 Bauingenieurwesen an der Technischen Universität Hannover. Er war zunächst als Statiker in einem Ingenieurbüro tätig und wechselte 1956 als Bundesbahnreferendar in den Eisenbahndienst. Nach der Großen Staatsprüfung war er ab 1959 beim Betriebsamt Minden tätig. Von 1960 bis 1963 war er Wissenschaftlicher Assistent am Institut für Verkehr, Eisenbahnwesen und Verkehrssicherung der TU Braunschweig. 1964 wurde er in Braunschweig mit der Dissertation Das dynamische Verhalten von Triebfahrzeugen entwickelt aus der Abstandshaltung zum Dr.-Ing. promoviert. 1964 wurde er Hilfsdezernent bei der Bundesbahndirektion Hannover. 1965 war er in der Hauptverwaltung der Deutschen Bundesbahn und ab 1967 als Vertreter der Deutschen Bundesbahn im Generalsekretariat der Union internationale des chemins de fer (UIC) in Paris tätig.
1970 erhielt er einen Ruf an die TU Braunschweig auf den Lehrstuhl für Verkehr und Eisenbahnwesen sowie als Direktor des Instituts für Verkehr, Eisenbahnwesen und Verkehrssicherung. Er trat die Nachfolge von Hermann Lagershausen an. Von 1972 bis 1974 war er Prorektor, von 1974 bis 1976 Rektor der TU Braunschweig. 1996 wurde er emeritiert und übergab das Institut an Jörn Pachl.
Er gründete 1971 die ipw Ingenieurgesellschaft und war bis zu seinem Ausscheiden 1996 ihr geschäftsführender Gesellschafter. 1980 gründete er die IVV GmbH, um das von ihm maßgeblich konzipierte Microcomputer-basiertes dezentrales Stellwerkssystem (MCDS) zu vermarkten. 1996 verkaufte er die Stellwerksentwicklung an ADtranz. In den 1980er Jahren war er auch an der mit Siemens Verkehrstechnik zusammen betriebenen Firma GSSE – Gesellschaft für Systemtechnik und Softwareentwicklung beteiligt.
Klaus Pierick war verheiratet mit Christa geb. Diegmann.

## Wirken
In einer Zeit, die vom Übergang von der elektromechanischen auf die elektronische Steuerungs- und Sicherungstechnologie geprägt war, forschte Pierick insbesondere zur systematischen Übertragung der Sicherungsmethoden von der alten Technologie inklusive der zugehörigen Nachweisverfahren.
Klaus Pierick engagierte sich für zahlreiche Sozialprojekte im Heiligen Land und war Mitglied im Deutschen Verein vom Heiligen Lande. 1977 wurde er von Kardinal-Großmeister Maximilien Kardinal de Fürstenberg zum Ritter des Ritterordens vom Heiligen Grab zu Jerusalem ernannt und am 14. Mai 1977 in Berlin durch Franz Hengsbach, Großprior der deutschen Statthalterei, investiert. Pierick war Großoffizier des Ordens. Für sein Engagement wurde er vom Lateinischen Patriarchen von Jerusalem mit der Goldenen Palme von Jerusalem geehrt.

## Ehrungen und Auszeichnungen
- Ritter vom Heiligen Grab (1977)
- Aufnahme als Korrespondierendes Mitglied der Braunschweigischen Wissenschaftlichen Gesellschaft
- Goldenen Palme von Jerusalem

## Schriften
- Das dynamische Verhalten von Triebfahrzeugen entwickelt aus der Abstandshaltung. Dissertation, TU Braunschweig, 1964.
- mit Hans Fricke: Verkehrssicherung. Teubner, Stuttgart 1990, ISBN 978-3-519-05020-9.
- mit Klaus-Dieter Wiegand: Rechnerintegrierte Prozeßregelung Im Verkehr. Springer, 1995, ISBN 978-3-540-57002-8.
- Beilage anlässlich der Emeritierung von Pierick: Signal+Draht. Heft 4/1996. Eurailpress, Hamburg.